# Vrachnaíika
Vrachnaíika (Vrachnaiika, Vrachneika) är en ort i Grekland.   Den ligger i prefekturen Nomós Achaḯas och regionen Västra Grekland, i den centrala delen av landet, 180 km väster om huvudstaden Aten. Vrachnaíika ligger 52 meter över havet och antalet invånare är 2 571.
Terrängen runt Vrachnaíika är platt västerut, men åt sydost är den kuperad. Havet är nära Vrachnaíika åt nordväst. Runt Vrachnaíika är det ganska tätbefolkat, med 86 invånare per kvadratkilometer. Närmaste större samhälle är Patras, 10,8 km nordost om Vrachnaíika. Trakten runt Vrachnaíika består till största delen av jordbruksmark.